# ルキウス・ゲッリウス・プブリコラ (紀元前36年の執政官)
ルキウス・ゲッリウス・プブリコラ（ラテン語: Lucius Gellius Publicola、紀元前80年ごろ - 紀元前31年ごろ）は紀元前1世紀中期の共和政ローマの政治家・軍人。紀元前36年に執政官（コンスル）を務めた。

## 出自
プブリコラは無名のプレブス（平民）のゲッリウス氏族の出身であるが、父ルキウスが紀元前72年に執政官、紀元前70年にケンソルを務め、ノビレス（新貴族）の一員となった。母または義母であるポッラは、父ルキウスと離婚後にマルクス・ウァレリウス・メッサッラ・ニゲルと再婚した。このため、ニゲルの子マルクス・ウァレリウス・メッサッラ・コルウィヌス（紀元前31年補充執政官）は、プブリコラの半弟、または義弟ということになる。

## 経歴
歴史学者は、プブリコラの生誕年を紀元前80年ごろとしている。若い頃のプブリコラは，扇動的なポプラレス（民衆派）の政治家であるプブリウス・クロディウス・プルケルのサークルに属していた。プブリコラはクロディウスの姉クラウディアの愛人の一人であり、詩人ガイウス・ウァレリウス・カトゥルスの友人でもあった。カトゥルスは幾つもの詩の中でプブリコラに言及している。プブリコラはカトゥルスの信頼を得てはいたが、同時にその放蕩は非難の的となっていた。カトゥルスによれば、プブリコラは叔父の妻、自分の妹、さらには母親を愛人にしていたという。但しカトゥルスは、真実とは言えない街中の噂を繰り返しているだけのようだ。ウァレリウス・マクシムスは、父が息子を疑っていたのは、実の母親とではなく継母との関係だったと書いている。この件では本格的な家庭裁判が行われ、元老院の代表も出席したが、父は事件を検討した結果、息子は無実であるとの判決を下した。
カエサル暗殺（紀元前44年）前のプブルコラの政治活動については、ほとんど何もわかっていない。ただ、ラテン語の碑文（Corpus Inscriptionum Latinarum, X 6017）にミントゥルナエの二人官として記録されているプブリコラは、本記事の人物と思われる。
プブリコラは長年マルクス・ユニウス・ブルトゥスの親友であったため、カエサル暗殺後の紀元前44年夏、ブルトゥスとガイウス・カッシウス・ロンギヌスを追って東方属州へ向かった。そこでプブリコラはブルトゥスの命を奪おうと企てたことが発覚したが、半弟のメッサッラ・コルウィヌスのとりなしで許された。しかしその後、ロンギヌス殺害の陰謀を企て失敗、このときも母ポッラのとりなしで処罰されずに済んだ。その後プブリコラはマルクス・アントニウスのもとに逃げ込み、カエサル派の支持者となった。
紀元前41年、アシア属州でアントニウスとオクタウィアヌスの肖像とL. Gell q pの文字が入ったコインが鋳造された。GelはGel(ius)でプブリコラ、 qはq(uaestor)でクァエストル（財務官）を意味する。一方で、pはp(rovincialis)、またはp(ro Praetore)と解釈できる。前者の場合、プブリコラの役職は単なる属州担当財務官であるが、後者であればプロプラエトル（法務官代理）権限を有する財務官であったことになる。紀元前36年、プブリコラはマルクス・コッケイウス・ネルウァと共に執政官に就任するが、任期途中の8月で離職している。
紀元前31年のアクティウムの海戦では、アントニウスの艦隊の右翼を指揮した。相対するオクタウィアヌス軍左翼の指揮官マルクス・ウィプサニウス・アグリッパが、アントニウスの後方に回り込むよう艦列を伸ばしはじめると、プブリコラはアグリッパに対して進まざるを得ず、中央から離れてしまった。中央部は混乱したが海戦はまだ決着がつかず、双方に等しく有利な状態であったが、突然アントニウス軍の最後列にいたクレオパトラの60隻の軍艦が戦場を離脱し、さらにアントニウスもこれを追ったために、オクタウィアヌス軍の勝利に終わった。。これ以降のプブリコラに関する記録はない。アクティウムで戦死したか、その直後に死去したと思われる。

## 参考資料

### 古代の資料
- ガイウス・ウァレリウス・カトゥルス『歌集』
- ウァレリウス・マクシムス『有名言行録』
- ウェッレイウス・パテルクルス『ローマ世界の歴史』
- カッシウス・ディオ『ローマ史』
- ティトゥス・リウィウス『ローマ建国史』
- プルタルコス『対比列伝』

### 研究書
- Broughton R. Magistrates of the Roman Republic. - New York, 1952. - Vol. II. - P. 558.
- Drumann W. Geschichte Roms in seinem Übergange von der republikanischen zur monarchischen Verfassung oder Pompeius, Caesar, Cicero und ihre Zeitgenossen. Hildesheim, 1964.
- Münzer F. Gellius // Paulys Realencyclopädie der classischen Altertumswissenschaft . - 1910. - Bd. VII, 1. - Kol. 991.
- Münzer F. Gellius 17 // Paulys Realencyclopädie der classischen Altertumswissenschaft . - 1910. - Bd. VII, 1. - Kol. 1001-1003.
- Münzer F. Gellius 18 // Paulys Realencyclopädie der classischen Altertumswissenschaft . - 1910. - Bd. VII, 1. - Kol. 1003-1005.